# التهاب الجلد بالوسادة الهوائية
التهاب الجلد بالوسادة الهوائية (بالإنجليزية: Airbag dermatitis)‏ أو الحرق بالوسادة الهوائية (بالإنجليزية: airbag burn)‏ هو تهيج يصيب الجلد أو رضح ثانوي بسبب انطلاق الوسادة الهوائية في السيارة.